# Geoff Roes
Geoff Roes, officiellement Geoffrey Roes, est un athlète américain né le 14 avril 1976 dans l'État de New York, spécialiste des ultra-trails. Il a notamment remporté la Wasatch Front 100 Mile Endurance Run en 2008 et 2009, la Bear 100 Mile Endurance Run en 2009 et la Western States Endurance Run en 2010.

## Biographie
Geoff Roes a été élevé à Cleveland, dans l'État de New York, et excellait en course à pied sur piste et en cross-country durant sa scolarité. Il était compétiteur en cross-country à l'université de Syracuse avant de se blesser. Il débute l'ultramarathon en 2006 en remportant la course Little Susitna 50k, puis en 2007 la Susitna 100 miles.
Il vit à Nederland, dans le Colorado.

## Résultats
| no  | masculin           | Course                      | Longueur | Départ            | Temps            |
| --- | ------------------ | --------------------------- | -------- | ----------------- | ---------------- |
| 3e  | Médaille de bronze | Miwok 100K                  | 100 km   | 3 mai 2008        | 8 h 34 min 02 s  |
| 1er | Médaille d'or      | Wasatch Front 100           | 100 mi   | 6 septembre 2008  | 20 h 01 min 07 s |
| 1er | Médaille d'or      | Wasatch Front 100           | 100 mi   | 12 septembre 2009 | 18 h 30 min 55 s |
| 1er | Médaille d'or      | Bear 100 Mile Endurance Run | 100 mi   | 25 septembre 2009 | 18 h 43 min 37 s |
| 3e  | Médaille de bronze | Way Too Cool 50K            | 50 km    | 13 mars 2010      | 3 h 51 min 52 s  |
| 1er | Médaille d'or      | American River 50           | 50 mi    | 10 avril 2010     | 5 h 49 min 59 s  |
| 1er | Médaille d'or      | Western States              | 100 mi   | 26 juin 2010      | 15 h 07 min 04 s |
| 1er | Médaille d'or      | Run Rabbit Run              | 50 mi    | 18 septembre 2010 | 7 h 11 min 00 s  |